# Jan Koprivec
Jan Koprivec (Koper, Eslovenia, 15 de julio de 1988) es un futbolista esloveno. Juega de portero y su equipo es el F. C. Koper de la 1. SNL.

## Carrera
Koprivec comenzó su carrera futbolística en el FC Koper. Junto con el jugador del primer equipo Jasmin Handanovič, Koprivec fue traspasado a clubes italianos durante el verano de 2007. Koprivec jugó por Cagliari en la primera vuelta y la primera manga de la segunda vuelta de la Copa Italia 2007-2008, las dos ganadas por el Cagliari. Pero el Cagliari empleó Fortin en la segunda manga, que perdió 4 - 0 frente a la Sampdoria, y no avanzó a la siguiente ronda.
En julio de 2008 fue traspasado al Udinese Calcio, inmediatamente participando en su campo de pretemporada. Hizo su debut con el Udinese el 22 de marzo de 2009 contra el Genoa.

## Selección nacional
| Selección              | Año  | PJ | Goles |
| ---------------------- | ---- | -- | ----- |
| Selección sub-21       | 2011 | 2  | 0     |
| Selección de Eslovenia | 2016 | 1  | 0     |

## Clubes
| Club                        | País      | Año       | PJ  | Goles |
| --------------------------- | --------- | --------- | --- | ----- |
| F. C. Koper                 | Eslovenia | 2006-2007 | 0   | 0     |
| Cagliari Calcio             | Italia    | 2007-2008 | 0   | 0     |
| Udinese Calcio              | Italia    | 2008-2012 | 1   | 0     |
| A. S. D. Gallipoli (cedido) | Italia    | 2009-2010 | 12  | 0     |
| F. C. Bari                  | Italia    | 2011-2012 | 1   | 0     |
| Perugia Calcio              | Italia    | 2012-2015 | 87  | 0     |
| Anorthosis Famagusta        | Chipre    | 2015-2017 | 74  | 0     |
| Pafos F. C.                 | Chipre    | 2017-2019 | 37  | 0     |
| Kilmarnock F. C.            | Escocia   | 2019-2020 | 6   | 0     |
| N. K. Tabor Sežana          | Eslovenia | 2020-2023 | 105 | 0     |
| F. C. Koper                 | Eslovenia | 2023-     | 32  | 0     |